# اسو ۷۶-۳۸۳
اسو ۷۶–۳۸۳ (انگلیسی: ESO 383-76) یک کهکشان بیضوی اَبَرغول‌پیکر درخشان در پرتو ایکس است که در فاصلهٔ ۲۰۰/۶ مگاپارسک (۶۵۴ میلیون سال نوری) از زمین واقع‌شده است و احتمالاً عضوی از ابرخوشه بزرگ شاپلی است. این کهکشان با قطر حدود ۵۴۰/۸۹ کیلوپارسک (۱/۷۶ میلیون سال نوری) یکی از بزرگترین کهکشان‌های محلی گیتی و همچنین بزرگ‌ترین کهکشان شناخته‌شده است.